# Климентіївка
Климе́нтіївка (до 1946 року — Клименталь) — село в Україні, у Баранівській територіальній громаді Звягельського району Житомирської області. Населення становить 692 особи (2001).

## Історія
Вперше село Климентіївка згадується в Історичному атласі Республіки Польща. Епоха рубежу з 16 до 17 ст. як село Майдан Гута, в 18 ст. село Стара Гута.
На початку XIX століття Клименталь належав до рогачівського маєтку Францишека Мнєвського (пол. Franciszek Mniewski herbu Ogończyk).
Пізніше власником села був Францишек Савицький гербу Любич (пол. Franciszek Sawicki herbu Lubicz). В родини Францишека та Беніґни (пол. Benigną z Przesmyckich) був син Казимир, який по смерті батька 1879 року успадкує маєток, а також донька Йоанна (в шлюбі Пшилуська). А на початку грудня 1887 року померла пані Беніґна Савицька. Казимир Францович у Варшаві одружився з Ядвігою-Емілією-Марією Зуччіні (пол. Jadwiga Emilia Maria Zucchini), з якою мали єдину доньку Яніну.
У другій половині століття Клименталь інколи згадується, під назвою Стара Гута Рогачевська.
У 1906 році — Клименталь, село Гульської (Рогачівської) волості Новоград-Волинського повіту Волинської губернії. Відстань від повітового міста 26 верст, від волості 6. Дворів 122, мешканців 447. На 1923 рік тут значилось вже 898 дворів.
У 1923—54 роках — адміністративний центр Климентіївської сільської ради Баранівського району.
27 липня 2016 року село увійшло до складу новоствореної Баранівської територіальної громади Баранівського району Житомирської області. Від 19 липня 2020 року, разом з громадою, в складі новоствореного Новоград-Волинського (згодом — Звягельський) району Житомирської області.

## Відомі люди
- Новіцький Віктор Павлович (1978—2014) — підполковник Збройних сил України, учасник російсько-української війни. Почесний громадянин міста Мукачева (28 травня 2015 р).